# Stefano Cabrera
Stefano Cabrera (Genova, 1971) è un compositore e violoncellista italiano.
Autore di colonne sonore televisive e cinematografiche, è violoncellista ed arrangiatore del GnuQuartet, con il quale ha tenuto concerti a livello internazionale. 
Ha composto e orchestrato le musiche per le serie televisive Hotel Portofino, Clown, The abominable snowbaby ed altre produzioni. 

## Biografia e Formazione
Dopo essersi diplomato presso il Conservatorio di Musica "Niccolò Paganini" di Genova, si è poi perfezionato con Mario Brunello, Yo-Yo Ma, Amedeo Baldovino ed Emil Kline.
Ha studiato anche jazz, composizione, orchestrazione ed arrangiamento presso il Berklee College of Music.
Dal 1994 al 2009 ha lavorato come violoncellista, compositore e arrangiatore presso il Teatro “Carlo Felice” di Genova. 
Dal 2006 è violoncellista e arrangiatore del GnuQuartet, con il quale ha suonato su centinaia di palchi prestigiosi, dall'Italia alla California, dalla Corea del Sud al Messico. 
Come compositore televisivo e cinematografico ha lavorato a Suspect (2022), Hotel Portofino (2021), L'abominevole bambino delle nevi (2021), Clown (2020) e molti altri.

## Colonne Sonore
- Clown (2020)
- The abominable snowbaby (2021)
- Hotel Portofino (2022)
- Suspect (2022)